# Хямяляйнен, Эдуард Павлович
Эдуард Павлович Хямяляйнен (фин. Eduard Hämäläinen; род. 21 января 1969, Караганда) — советский, белорусский и финский легкоатлет, специалист по многоборьям. Выступал за сборные СССР, СНГ, Белоруссии и Финляндии по лёгкой атлетике в 1988—2001 годах, трёхкратный серебряный призёр чемпионатов мира, серебряный призёр чемпионата Европы, обладатель национальных рекордов Белоруссии и Финляндии в десятиборье, участник трёх летних Олимпийских игр.

## Биография
Эдуард Хямяляйнен родился 21 января 1969 года в городе Караганда Казахской ССР. Его прадед переехал из Финляндии в Россию ещё до революции 1917 года, но советской властью был выслан в Казахстан. Отец — известный десятиборец и тренер по лёгкой атлетике Павел Эйнович Хямяляйнен.
Впервые заявил о себе в десятиборье на международном уровне в сезоне 1988 года, когда вошёл в состав советской национальной сборной и побывал на юниорском мировом первенстве в Садбери, откуда привёз награду бронзового достоинства.
В 1991 году отметился выступлением на Кубке Европы по легкоатлетическим многоборьям в Хелмонде, где вместе с советской сборной стал третьим в мужском командном зачёте, и занял седьмое место на чемпионате мира в Токио.
В 1992 году одержал победу на чемпионате СНГ в Москве и стал членом Объединённой команды, собранной из спортсменов бывших советских республик для участия в летних Олимпийских играх в Барселоне. Однако на Играх вынужден был досрочно завершить выступление и не показал никакого результата.
После распада Советско Союза выступал за белорусскую национальную сборную. Так, в 1993 году представлял Белоруссию на чемпионате мира в помещении в Торонто и на чемпионате мира в Штутгарте, где стал бронзовым и серебряным призёром соответственно.
В 1994 году на соревнованиях в австрийском Гётцисе показал лучший результат мирового сезона — 8735 очков (этот результат до настоящего времени остаётся национальным рекордом Белоруссии). Участвовал в чемпионате Европы в Хельсинки — сошёл с дистанции во время бега на 110 метров с барьерами.
В 1995 году завоевал серебряную медаль на чемпионате мира в Гётеборге. За это выдающееся достижение по итогам сезона был удостоен почётного звания «Заслуженный мастер спорта Республики Беларусь».
Благодаря череде удачных выступлений удостоился права защищать честь страны на Олимпийских играх 1996 года в Атланте — набрал в сумме всех дисциплин десятиборья 8613 очков, расположившись в итоговом протоколе соревнований на седьмой строке.
После атлантской Олимпиады вместе с семьёй переехал на постоянное жительство в Финляндию и выступал за сборную этой страны. В частности, в 1997 году в составе финской команды стал серебряным призёром на чемпионате мира в Афинах, при этом набрал 8730 очков и тем самым установил до сих пор никем не побитый национальный рекорд Финляндии.
В 1998 году добавил в послужной список серебряную награду, полученную на чемпионате Европы в Будапеште, занял шестое место на Играх доброй воли в Нью-Йорке.
В 2000 году представлял Финляндию на Олимпийских играх в Сиднее — с результатом в 7520 очков занял итоговое 24-е место.
На Кубке Европы 2001 года в Арле занял четвёртое место в личном зачёте и помог финским спортсменам выиграть бронзовые медали командного зачёта. На чемпионате мира в Эдмонтоне провалил все попытки в толкании ядра и досрочно завершил выступление.
Женат на известной бегунье на короткие дистанции Ольге Хямяляйнен (Золотарёвой). Их дети Артур и Анна тоже добились определённых успехов в лёгкой атлетике, выступая за финскую сборную.